# Anomis albipuncta
Anomis albipuncta är en fjärilsart som beskrevs av Pieter Cornelius Tobias Snellen 1880. Anomis albipuncta ingår i släktet Anomis och familjen nattflyn. Inga underarter finns listade i Catalogue of Life.